# Robert Koch-Instituut
Het Robert Koch Instituut (RKI) (Duits: Robert Koch-Institut) is een Duitse federale autoriteit voor infectieziekten en niet-overdraagbare ziekten. Als openbare gezondheidsinstituut richt het zich op de gezondheid van de gehele bevolking en is het een centrale onderzoeksinstelling van de Bondsrepubliek Duitsland.
Het hoofdkantoor is gevestigd in Berlin-Wedding. Het RKI is vernoemd naar de arts en microbioloog Robert Koch en rapporteert rechtstreeks aan het Bondsministerie van Volksgezondheid (BMG). De geschiedenis van het instituut gaat terug tot 1891. Sinds 2015 is Lothar Wieler president van het RKI.

## Rol tijdens de Tweede Wereldoorlog
Al voor het begin van de Tweede Wereldoorlog raakte het RKI in de ban van het nationaalsocialisme. In 1933 namen overtuigde Nazi’s de sleutelposities binnen het instituut over en kwam de rassenleer centraal te staan. Tijdens de oorlog werden, in samenwerking met IG Farben, vaccins voor de Nazi's ontwikkeld door onder meer gebruik te maken van gevangenen in concentratiekampen, zoals Buchenwald. Verreweg de meesten stierven zinloos. Historici stelden vast dat het instituut de rol tijdens het bewind van de nazi's tot ver in de jaren negentig bagatelliseerde; aanvankelijk werd iedere verantwoordelijkheid ontkend.